# リンコーコーポレーション
株式会社リンコーコーポレーション（英: Rinko Corporation）は、新潟県新潟市中央区に本社を置く倉庫・運輸関連業会社。川崎汽船が発行株式の約1/4を保有している。

## 概要
新潟港の東港区・西港区を主要拠点として倉庫・運輸などの物流事業を中心に展開している。付帯事業として不動産業をはじめ、新潟市中央区のANAクラウンプラザホテル新潟、佐渡市相川地区のホテル大佐渡などのホテル事業を行っている他、新潟市東区の新潟臨港病院を運営する医療法人新潟臨港保健会を保有している。
1960年代頃から、ゼネラルモーターズ（シボレー、ポンティアックなど）の輸入・販売を行っていたが、第二次オイルショックの影響で1980年に撤退した。

## 沿革
- 1905年（明治38年）11月12日 - 株式会社に準ずる法人「新潟健康舎」として創立、牧畜及び牛乳販売を目的とする。
- 1914年（大正3年）5月 - 営業目的に倉庫業、運輸事業、不動産事業などを追加。
- 1920年（大正9年）10月 - 新潟臨港株式会社に商号を変更。
- 1924年（大正13年）12月1日 - 新潟市内に貨物鉄道の山之下臨港線を開業。
- 1940年（昭和15年）10月23日 - 新潟臨港開発株式会社に商号を変更し、荷役業、仲立業を営業の目的に追加。
- 1941年（昭和16年）2月 - 牧畜及び牛乳販売業を明治乳業に譲渡。
- 1941年（昭和16年）9月1日 - 山之下臨港線が国有化、信越本線（支線）に編入。
- 1955年（昭和30年）4月 - 新潟証券取引所に株式上場。
- 1960年（昭和35年）10月 - 新潟海陸運送株式会社を合併、新潟臨港海陸運送株式会社に商号を変更。
- 1961年（昭和36年）10月 - 東京証券取引所2部に株式上場。
- 1991年（平成3年）7月 - 株式会社リンコーコーポレーションに商号を変更。

### 歴代社長
- 結城文陽（-2002年6月下旬）
- 岡村繁（2002年6月下旬-2010年6月下旬）
- 坪井鈴児（2010年6月下旬-2015年6月下旬）
- 南波秀憲（2015年6月下旬-2022年6月）
- 本間常悌（2022年6月24日-）

## グループ会社
- 株式会社ホテル新潟（ANAクラウンプラザホテル新潟）
- リンコー運輸株式会社
- リンコー港運倉庫株式会社